# Colector (náutica)
El colector es el tubo más importante de los instalados a bordo de un buque; es generalmente de acero, de grandes dimensiones y con objeto de servir para el achique de los grandes compartimentos estancos en caso de llenarse de agua por varada o siniestro; va entre los dos fondos atravesando todos los trimenes.
Hay buques que tienen dos colectores, otros uno y algunos uno principal y otro auxiliar que se emplea para la tubería contra incendio. Para achicar por medio del tubo colector, hay una válvula en cada compartimento que se maniobra desde la cubierta principal o que funciona automáticamente cuando el agua de la inundación alcanza cierto nivel, previamnete calculado. El agua que va en el colector se expulsa al mar por medio de grandes y potentes bombas de achique. Los sitios de maniobra de las válvulas del colector van indicados en la cubierta con una chapa de metal dorado donde se graba: Achique del colector o Válvula del colector. Las válvulas del colector no deben maniobrarse más que para ejercicios o en caso de siniestro.